# گبدهامون
گبدهامون، روستایی در دهستان فنوج بخش مرکزی شهرستان‌فنوج در استان سیستان و بلوچستان ایران است.

## جمعیت
جمعیت‌ این روستا براساس سرشماری عمومی نفوس و مسکن (۱۳۹۵)، زیر سه خانوار بوده‌است.